# The Assassination of Julius Caesar
The Assassination of Julius Caesar è l'undicesimo album in studio del gruppo di musica sperimentale norvegese Ulver, pubblicato nel 2017.

## Tracce
Testi di Kristoffer Rygg.

1. Nemoralia – 4:10 (musica: Rygg, O'Sullivan, Ylwizaker, Sværen)
2. Rolling Stone – 9:27 (musica: Ylwizaker, Rygg, Sværen, O'Sullivan)
3. So Falls The World – 5:57 (musica: Rygg, Ylwizaker, Sværen)
4. Southern Gothic – 3:40 (musica: Ylwizaker, Rygg)
5. Angelus Novus – 4:08 (musica: Rygg, Ylwizaker)
6. Transverberation – 4:31 (musica: Ylwizaker, Rygg, O'Sullivan)
7. 1969 – 4:00 (musica: O'Sullivan, Rygg, Ylwizaker)
8. Coming Home – 7:50 (musica: Sværen, Ylwizaker, Rygg, O'Sullivan)

## Formazione

### Gruppo
- Kristoffer Rygg (Garm, Trickster G., G. Wolf, Fiery G. Maelstrom) – voce, tastiere, campionatore
- Tore Ylwizaker – tastiere, sintetizzatori, programmazione
- Jørn H. Sværen – campionatore, effetti sonori
- Daniel O'Sullivan – chitarra (4, 6), basso, tastiere aggiuntive
- Ole Alexander Halstensgård – campionatore, effetti sonori